# António-Pedro Vasconcelos
António Pedro Saraiva de Barros e Vasconcelos GOIH (Leiria, 10 de março de 1939 - Lisboa, 5 de março de 2024) foi um cineasta e escritor português.

## Biografia
Segundo de três filhos varões de Guilherme de Barros e Vasconcelos, juiz, e de sua mulher Palmira Henriqueta de Carvalho Saraiva e irmão mais velho de José Luís Vasconcelos, estudou Direito, na Faculdade de Direito da Universidade de Lisboa, e Filmografia, na Universidade de Sorbonne, cursos que nunca terminou.
Foi um dos realizadores do Cinema Novo Português, com o filme Perdido por Cem, de 1973. Foi também responsável por alguns dos maiores sucessos comerciais nas salas portuguesas, nomeadamente com O Lugar do Morto, em 1984, e Jaime, em 1999. Com este último conseguiu a Concha de Prata do Festival Internacional de Cinema de San Sebastian, e em Portugal, os Globos de Ouro para Melhor Filme e Melhor Realizador. Os seus mais recentes filmes são Os Imortais, de 2003, Call Girl, de 2007, e A Bela e o Paparazzo, de 2010.
A par da realização, foi produtor de cinema, tendo sido um dos fundadores da V. O. Filmes, da Opus Filmes e ainda da Centro Português de Cinema, cooperativa financiada pela Fundação Calouste Gulbenkian, ao tempo presidida por José de Azeredo Perdigão, e que produziu a maior parte dos filmes do Cinema Novo Português.
Foi apresentador do programa Cineclube, na RTP2; fez crítica literária e cinematográfica, tendo chefiado a redação de O Cinéfilo (suplemento de cinema de O Século), com João César Monteiro, e sendo diretor Fernando Lopes; foi colunista da Visão e director de A Semana, suplemento do Independente. É autor de Serviço Público, Interesses Privados, de 2002.
Foi provedor do leitor no desportivo Record; em 1985 representou Portugal no Fórum Cultural de Budapeste, a convite do Ministro dos Negócios Estrangeiros; presidiu ao Grupo de Trabalho do Livro Verde para a Política do Cinema e Audiovisual, dirigido pela Comissão Europeia, e presidiu à Associação Portuguesa de Realizadores, de 1978 a 1984, ao Secretariado Nacional do Audiovisual, de 1991 a 1993, e ao Conselho de Opinião da RTP, entre 1996 e 2003.
Foi professor da Escola de Cinema do Conservatório Nacional e coordenador executivo da licenciatura em Cinema, Televisão e Cinema Publicitário da Universidade Moderna de Lisboa.
Foi agraciado com o grau de Grande-Oficial da Ordem do Infante D. Henrique, pelo Presidente da República Mário Soares, a 10 de Junho de 1992.

### Casamentos e descendência[4][7]
Casou primeira vez a 21 de Agosto de 1961 com Maria Helena Marques (26 de Julho de 1939), da qual se divorciou em 1966 (ela casou novamente com Álvaro Manuel Soares Guerra (Vila Franca de Xira, 19 de Outubro de 1936 - Vila Franca de Xira, 18 de Abril de 2002, sem geração) e da qual tem um filho e uma filha:
- Pedro Jaime Marques de Barros e Vasconcelos (7 de novembro de 1962 (62 anos)), casado primeira vez com Maria João Bastos, da qual se divorciou e a qual tem uma filha e um filho, e casado segunda vez com Maria José Infante de Lacerda de Sequeira Marcelino (Lisboa, São Jorge de Arroios, 25 de Março de 1966 - 9 de Março de 2009), sobrinha-tetraneta do 1.º Barão de Sabroso e do 2.º Barão de Sabroso, bisneta matrilineal duma francesa, da qual foi segundo marido, da qual se divorciou e da qual tem um filho: 
  - Maria Bastos de Barros e Vasconcelos (21 de junho de 1988 (36 anos))
  - Jaime Bastos de Barros e Vasconcelos (3 de fevereiro de 1990 (35 anos))
  - Guilherme Infante de Lacerda Marcelino de Barros e Vasconcelos (6 de maio de 1998 (26 anos))
- Patrícia Marques de Barros e Vasconcelos (Lisboa, 26 de fevereiro de 1966 (59 anos)))
  - Laura de Barros e Vasconcelos

Casou segunda vez em 1975 com Maria Teresa de Carvalho de Albuquerque Schmidt (Cascais, Estoril, 1 de Junho de 1952), bisneta por varonia dum alemão, tetraneta do 5.º Marquês de Alegrete, Representante do Título de Conde de Vilar Maior, Representante do Título de Marquês de Penalva e 8.º Conde de Tarouca, sobrinha-bisneta do 1.º Visconde de Chanceleiros, trineta do 1.º Barão de Chanceleiros, do 1.º Conde de Casal Ribeiro e de D. Rodrigo Delfim Pereira, da qual tem um filho: 
- Diogo Schmidt de Barros e Vasconcelos (13 de junho de 1975 (49 anos)), solteiro e sem geração

## Morte
Na noite de 5 de março de 2024, António-Pedro Vasconcelos faleceu aos 84 anos no Hospital da Cruz Vermelha, em Lisboa, onde se encontrava internado, não tendo resistido a uma pneumonia.

## Filmografia (realizador)
Entre a sua filmografia encontram-se: 
- Exposição de Tapeçaria (1968)
- Indústria Cervejeira em Portugal - 2 (1968)
- Tapeçaria - Tradição Que Revive (1968)
- 27 Minutos Com Fernando Lopes Graça (1969)
- Fernando Lopes Graça (1971)
- Perdido por Cem… (1973)
- Adeus, Até ao Meu Regresso (1974)
- As Armas e o Povo (1975) - colectivo
- Cantigamente Nº2 (1975 -TV)
- Emigrantes... e Depois? (1976)
- Oxalá (1981)
- O Lugar do Morto (1984)
- Aqui d'El Rei! (1992)
- Jaime (1999)
- Os Imortais (2003)
- Milú, a Menina da Rádio (2007)
- Call Girl (2007)
- A Bela e o Paparazzo (2010)
- Os Gatos Não Têm Vertigens (2013)
- Amor Impossível (2015)
- A Voz e os Ouvidos do MFA (2017)
- Parque Mayer (2018)
- Km 244 (2022)
- A Conspiração (2024)

## Livros
- Porque é que as mulheres não gostam de futebol? (2001) [10]